# Northern Cambria
Northern Cambria es un borough ubicado en el condado de Cambria en el estado estadounidense de Pensilvania. En el año 2000 tenía una población de 4,199 habitantes y una densidad poblacional de 541 personas por km².

## Geografía
Northern Cambria se encuentra ubicado en las coordenadas 40°28′20″N 78°50′5″O / 40.47222, -78.83472.

## Demografía
Según la Oficina del Censo en 2000 los ingresos medios por hogar en la localidad eran de $24,655 y los ingresos medios por familia eran $29,917. Los hombres tenían unos ingresos medios de $27,214 frente a los $17,546 para las mujeres. La renta per cápita para la localidad era de $13,129.. Alrededor del 17.7% de la población estaba por debajo del umbral de pobreza.